# Paramelomys moncktoni
Il ratto dalla coda a mosaico di Monckton (Paramelomys moncktoni  Thomas, 1904) è un roditore della famiglia dei Muridi endemico della Nuova Guinea.

## Descrizione
Roditore di medie dimensioni, con la lunghezza della testa e del corpo tra 131 e 160 mm, la lunghezza della coda tra 115 e 125 mm, la lunghezza del piede tra 28 e 30 mm e la lunghezza delle orecchie tra 10,0 e 12 mm.

La pelliccia è liscia. Le parti superiori sono marrone scuro, con dei riflessi rossastri sul fondoschiena. La testa è più grigia delle parti dorsali. Le orecchie sono piccole, rotonde e prive di peli. Le parti ventrali sono giallo-brunastre, con la base dei peli color ardesia. I fianchi sono giallo-brunastri pallidi. il dorso delle zampe è bianco-crema. La coda è più lunga della testa e del corpo, densamente ricoperta di peli ed è uniformemente marrone. Sono presenti 10-16 anelli di scaglie per centimetro, corredata ciascuna da 3 peli.

## Biologia

### Comportamento
È una specie terricola.

### Riproduzione
Una femmina in cattività ha partorito due piccoli. Diventa adulto dopo 6 mesi.

## Distribuzione e habitat
Questa specie è diffusa nella parte nord-orientale e sud-orientale di Papua Nuova Guinea.
Vive nelle foreste umide tropicali di pianura fino a 700 metri di altitudine. Si trova spesso in aree disturbate.

## Conservazione
La IUCN Red List, considerato il vasto areale e la popolazione numerosa, classifica P.moncktoni come specie a rischio minimo (Least Concern).